# Pieter Cornelisz van Rijck

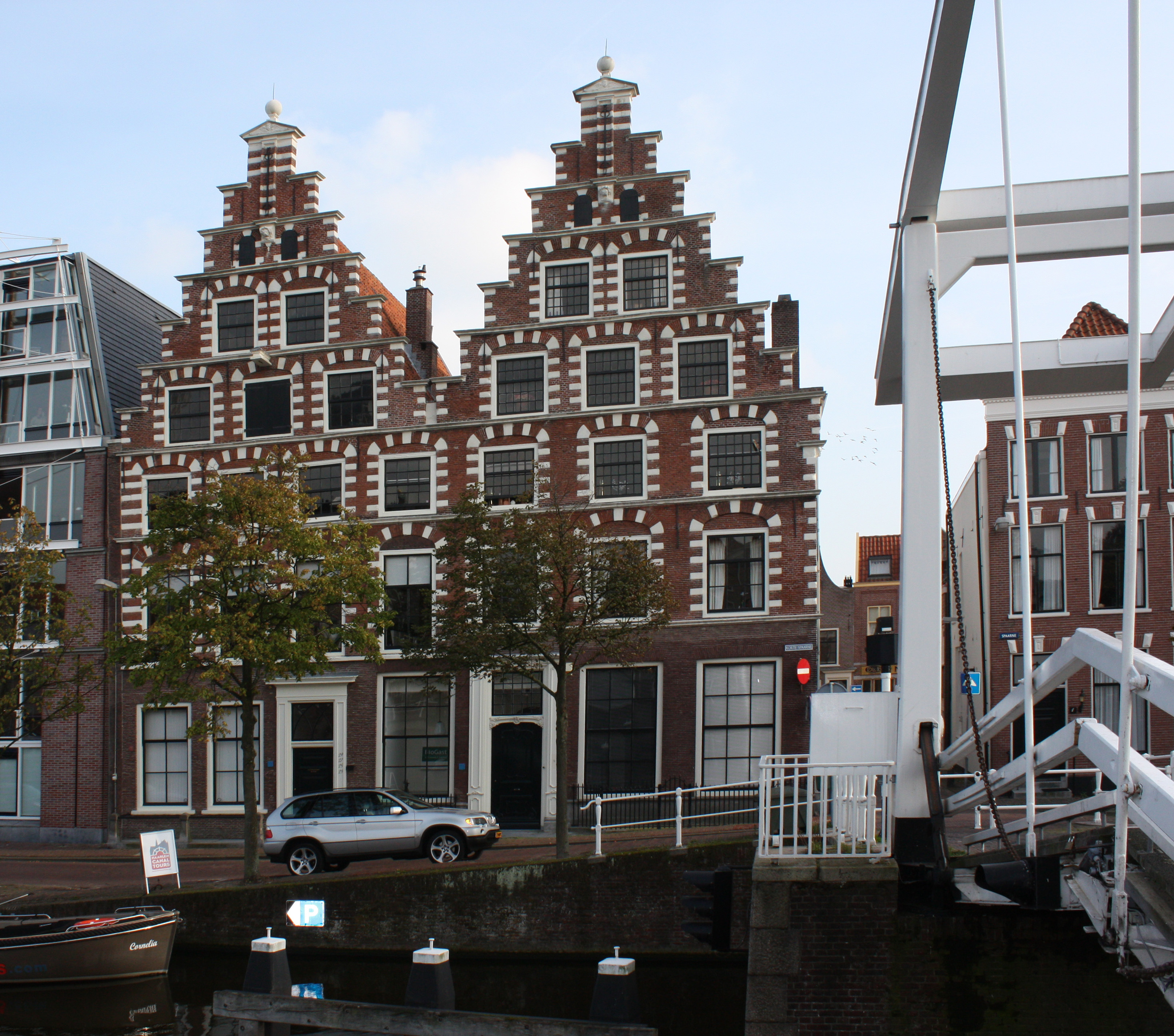
La antigua fábrica de cerveza "De Olyphant" en Haarlem, donde el padre de Pieter, Cornelis van Rijck, se mudó después de que el joven Pieter nació en Delft, y donde él y más tarde su primo Floris probablemente mantuvieron un estudio.

Pieter Cornelisz van Rijck (1567-c. 1637) fue un pintor holandés del Siglo de Oro.

## Biografía

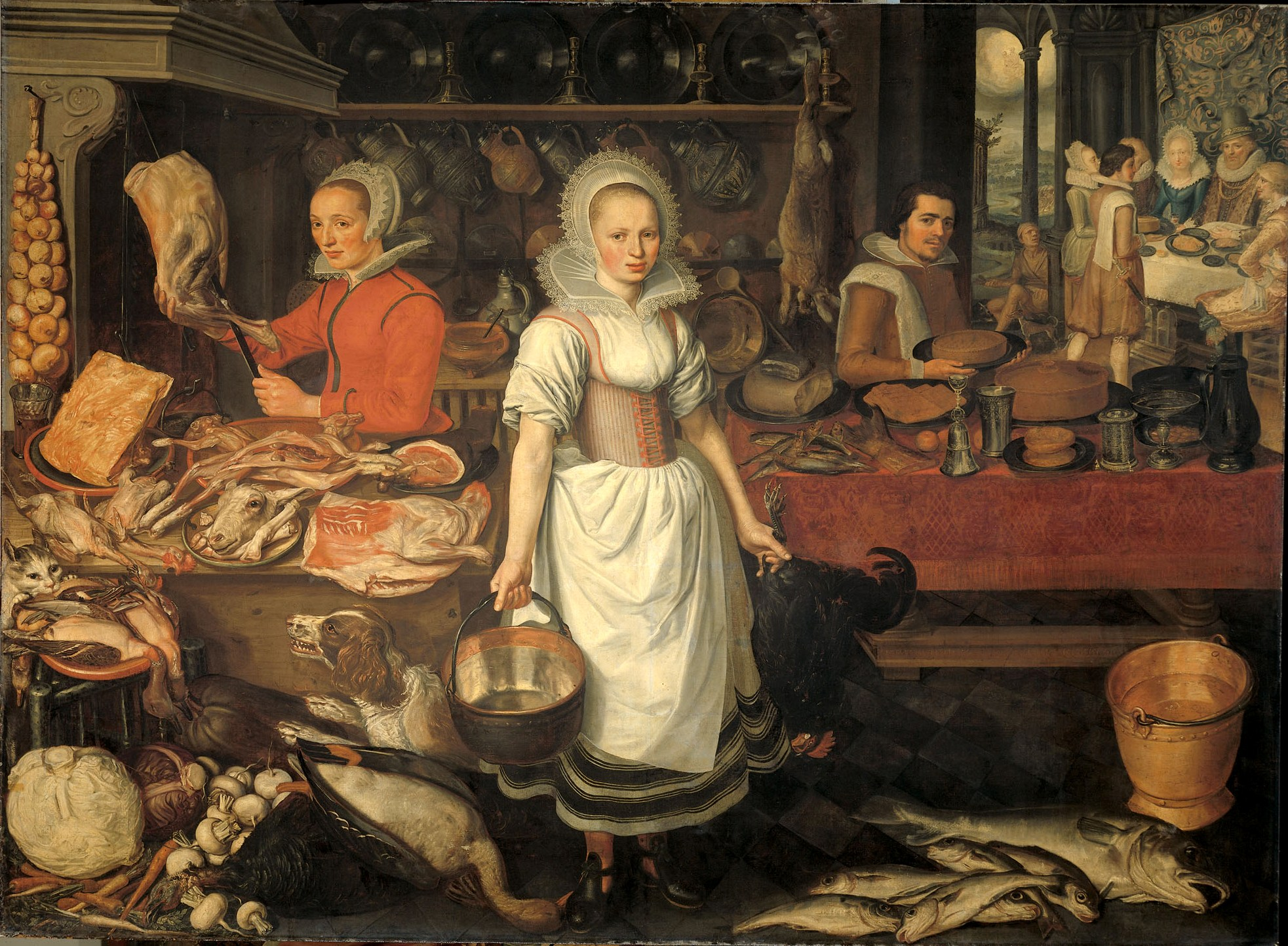
Lázaro y el rico, 1620

Era hijo del cervecero de Haarlem Cornelis van Rijck, hermano del cervecero de Delft Adriaen y primo del pintor de bodegones de Haarlem Floris van Dyck.
Según Van Mander en 1604, aprendió a dibujar de Jacob Willemsz Delff, pero estaba destinado a otra profesión y pasó un tiempo en otros negocios durante unos años antes de regresar a las artes bajo la tutela de Huybrecht Jacobsz Grimani durante 6 meses.  Lo acompañó a Italia, donde permaneció durante 15 años, trabajando para la nobleza local y viajando por toda Italia. En el momento en que van Mander escribía, en 1602-1604, vivía en Haarlem (con 36 años) y hablaba de pintores italianos con él. Van Mander menciona una pieza de cocina con un hombre rico y Lázaro, que fue pintada para los Het Dolhuys y se podía ver allí. Van Mander lo llamó seguidor de Bassaens (Jacopo Bassano).
Houbraken lo mencionó como uno de los pintores contemporáneos importantes enumerados en Van Mander. 
Según el RKD, se registró en Venecia en el periodo 1588-1602, en Haarlem en 1602-1604 y regresó a Italia en 1605. Pintó retratos, piezas de cocina y escenas de mercado y vivió en Nápoles entre 1632 y 1637.